# Jordi Calafell
Jordi Calafell (8 de novembre de 1961). és un fotògraf i comissari artístic. Des de 1988 és tècnic de l'Arxiu Fotogràfic de Barcelona. Ha comissariat exposicions d'artistes com Jacques Léonard, i de temàtiques com La Setmana tràgica, entre d'altres. Ha publicat diversos ha publicat diversos articles sobre el patrimoni fotogràfic barceloní.
Com a fotògraf Calafell realitza un treball majoritàriament en blanc i negre, que ha sigut classificat d'experimental, amb aproximacions pictorialistes, on els desenfocaments i les exposicions múltiples l'apropen al pictorialisme. Només treballa amb fotografia analògica, tot reconeixent la influència del realisme abstracte de fotògrafs com Manuel Esclusa i Manuel Serra. Des de 1996 els seus projectes se centren sobre el paisatge amb un marcat caràcter documental. Exposa regularment des de 1991, tant en individuals com en col·lectives.

## Comissariats
Al llarg de la seva carrera ha comissariat diverses exposicions:
- 1998 - Amadeo i Audouard, fotografies d'escena[7]
- 2000 - Desastre
- 2006/2007 - Entre la crònica i l'imaginari. Fotografies de la Segona República.[8]
- 2007/2008 - Montjuic 1915, primera mirada[9]
- 2009/2010 - Fotografia, ciutat i conflicte[10]
- 2011/2012 - Jacques Léonard. Barcelona gitana[11]
- 2013/2014 - Consuelo Bautista. Raval[12]
- 2014 - A propòsit de l'11 de setembre[13]